# São Rafael (Califórnia)
São Rafael (em inglês:  San Rafael) é uma cidade localizada no estado americano da Califórnia, no condado de Marin, do qual é sede. Foi incorporada em 18 de fevereiro de 1874.

## Geografia
De acordo com o United States Census Bureau, a cidade tem uma área de 58,1 km², onde 42,6 km² estão cobertos por terra e 15,4 km² por água.

### Localidades na vizinhança
O diagrama seguinte representa as localidades num raio de 8 km ao redor de São Rafael.

## Demografia
Segundo o censo nacional de 2010, a sua população é de 57 713 habitantes e sua densidade populacional é de 1 352,95 hab/km². É a cidade mais populosa do condado de Marin. Possui 24 011 residências, que resulta em uma densidade de 562,88 residências/km².